# Marianna
Marianna  è un nome proprio di persona italiano femminile.

## Varianti
- Femminili
  - Alterati: Mariannina[2]
- Maschili: Marianno[2]
  - Alterati: Mariannino[2]

### Varianti in altre lingue
- Danese: Marianne[5], Mariann[4]
- Estone: Marianna[4]
- Finlandese: Marianna[4], Marianne[5]
- Francese: Marianne[5]
- Greco moderno: Μαριάννα (Marianna)[4]
- Inglese: Marianna[4], Marianne[5]
- Norvegese: Marianne[5], Mariann[4]
- Olandese: Marianne[5], Marjan[5]
- Polacco: Marianna[4]
- Russo: Марианна (Marianna)[4], Марьяна (Mar'jana)[4]
- Slovacco: Marianna[4]
- Svedese: Marianne[5], Mariann[4]
- Ucraino: Мар'яна (Mar"jana)[4]
- Tedesco: Marianne[5]
- Ungherese: Marianna[4], Mariann[4]

## Origine e diffusione
Generalmente, Marianna rappresenta un composto dei nomi Maria e Anna, esattamente come Annamaria. È però possibile rincodurlo anche al tardo nome greco Μαριάμνη (Mariámnē), a sua volta da un antico nome egizio mrj-imn, che vuol dire "amata da Amon": questo personale, a cui potrebbe risalire anche lo stesso nome Maria, era tipico degli ambienti giudaici, e venne portato da numerose donne della dinastia erodiana, tra cui Mariamne I, la seconda moglie di Erode il Grande.
In Italia, il nome gode di ampia diffusione su tutto il territorio nazionale (con le forme maschili, rarissime, limitate al Nord). La forma Marianne, propria di alcune lingue quali il tedesco e il francese (e che, secondo alcune fonti, sarebbe derivata in realtà da Marion, un diminutivo francese di Maria, poi reinterpretato) è molto nota per essere portata dalla Marianne, la figura allegorica che rappresenta la Francia. Essa è usata anche in Italia, con oltre duemila occorrenze secondo dati pubblicati negli anni 1970; mentre una piccola parte di queste può avere matrice ideologica (dalla società segreta repubblicana francese de La Marianne attiva dal 1851 al 1854, di cui anche Mazzini fu animatore), in gran parte dei casi si tratta semplicemente della forma tedesca utilizzata nella provincia dell'Alto Adige. In diverse lingue il nome si è confuso con Mariana, a un punto tale che è diventato difficile distinguerli l'uno dall'altro.

## Onomastico
L'onomastico si può festeggiare il 9 luglio in memoria di santa Marianna Giuliani (Maria della Pace), suora francescana, missionaria e martire in Cina, oppure il 9 agosto in onore di santa Marianna Cope, religiosa delle francescane di Syracuse che assistette i lebbrosi di Molokai.
Si annoverano con questo nome anche alcune beate:
- 13 giugno, beata Marianna Biernacka, madre di famiglia, uccisa a Niemowicze, una dei martiri polacchi della seconda guerra mondiale[7][11]
- 7 ottobre, beata Marianna, monaca mercedaria a Siviglia, commemorata assieme alle compagne Agnese, Maddalena, Caterina e Bianca[7][12]
- 16 dicembre, beata Marianna Fontanella (suor Maria degli Angeli), carmelitana scalza[7]

## Persone

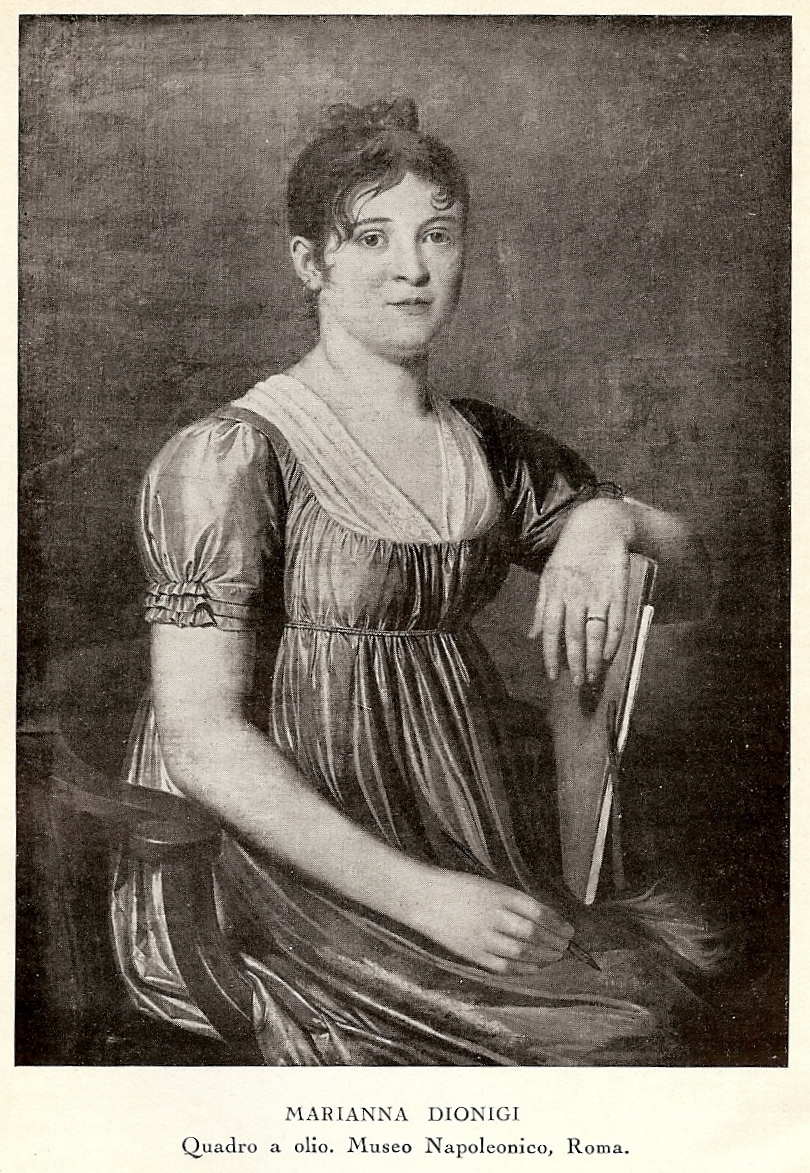
Marianna Candidi Dionigi

- Marianna di Orange-Nassau, principessa di Prussia
- Marianna Amico Roxas, religiosa italiana
- Marianna Bulgarelli, soprano italiano
- Marianna Candidi Dionigi, pittrice e scrittrice italiana
- Marianna Cataldi, cantante e compositrice italiana
- Marianna Cope, religiosa statunitense
- Marianna de Leyva, nome di battesimo della monaca di Monza, religiosa italiana
- Marianna Madia, politica italiana
- Marianna Saltini, religiosa italiana
- Marianna Sciveres, regista, sceneggiatrice e scenografa italiana
- Marianna Vardinoyannis, filantropa greca

### Variante Marianne

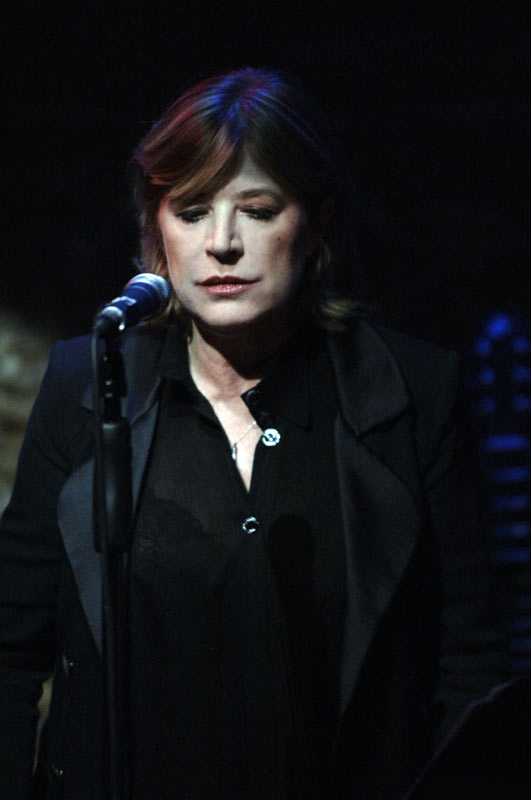
Marianne Faithfull

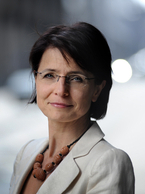
Marianne Thyssen

- Marianne Abderhalden, sciatrice alpina svizzera
- Marianne Brandt, contralto austriaco
- Marianne Faithfull, cantante e attrice britannica
- Marianne Flynner, cantante svedese
- Marianne Kjørstad, sciatrice alpina norvegese
- Marianne Koch, attrice tedesca
- Marianne Jean-Baptiste, attrice britannica
- Marianne Loir, pittrice francese
- Marianne Moore, poetessa e scrittrice statunitense
- Marianne North, illustratrice e naturalista britannica
- Marianne Steinbrecher, pallavolista brasiliana
- Marianne St-Gelais, pattinatrice di short track canadese
- Marianne Thieme, politica olandese
- Marianne Thyssen, politica belga
- Marianne Vos, ciclista su strada, pistard, ciclocrossista e mountain biker olandese

### Altre varianti
- Mariannina Coffa, poetessa italiana

## Il nome nelle arti
- So Long, Marianne è una canzone di Leonard Cohen.
- Marianna al bivio è una canzone di Francesco De Gregori.
- Marianne Becker è un personaggio della soap opera La strada per la felicità.
- Marianne Dashwood è un personaggio del romanzo di Jane Austen Ragione e sentimento.
- Marianna Dondi è un personaggio del romanzo Il fu Mattia Pascal di Luigi Pirandello.
- Marianna Guillonk, detta la Perla di Labuan, è un personaggio dei romanzi della serie Sandokan (il cosiddetto ciclo malese) scritti da Emilio Salgari.
- Marianna Sganci è un personaggio del romanzo Mastro-don Gesualdo di Giovanni Verga.
- Marianna Ucrìa è la protagonista del romanzo di Dacia Maraini La lunga vita di Marianna Ucrìa e del film del 1997 da esso tratto Marianna Ucrìa, diretto da Roberto Faenza.
- Marianna Sirca è il titolo di un romanzo del 1915 di Grazia Deledda.
- I Love You Maryanna/Jaqueline è un 45 giri del cantautore Rino Gaetano, pubblicato sotto lo pseudonimo di Kammamuri's.
- La Marianna la va in campagna è una canzone popolare milanese.